# Zamarada urania
Zamarada urania là một loài bướm đêm trong họ Geometridae.